# Cenn Fáelad
Cenn Fáelad mac Blathmaic (... – 675) successe al fratello Sechnassach sul trono supremo d'Irlanda.
Fu anche re di Brega. Apparteneva ai Síl nÁedo Sláine, ramo degli Uí Néill del sud, che presero il loro nome da suo nonno Áed Sláine. Fu ucciso nei pressi di Lough Derg, dal suo cugino, rivale e forse successore Fínsnechta Fledach. Sebbene il Baile Chuinn Cétchathaigh compilato nel regno di Fínsnechta non includa Cenn Fáelad among tra i re supremi, la Cronaca d'Irlanda, fonte per gli annali irlandesi, lo considera tale.